# Alexander Spritzendorfer
Alexander Spritzendorfer (* 23. Februar 1963 in Wien) ist ein Österreichischer Kulturmanager und Politiker (Grüne).

## Leben
Spritzendorfer ist ein Sohn des Schauspielers Gerhard Dorfer. Nach Schuljahren in Deutschland und der Schweiz maturierte er 1981 am BRG Krems und begann mit einem Studium der Pharmazie. 1986 gründete er das Musiklabel Spray Records, auf dem etwa Künstler wie Harri Stojka, Count Basic oder Beat 4 Feet veröffentlichten. 1992 gründete er gemeinsam mit Mario Rossori die Spritzendorfer & Rossori Künstlermanagement & Verlags GmbH, die Künstler wie Papermoon, Alkbottle, Unique 2, Rauhnacht oder Count Basic betreute. 1996 erwarb BMG Ariola Austria die Firma, Spray Records wurde als Label der BMG weitergeführt und von Spritzendorfer noch bis 1999 betreut. 1999 wechselte Spritzendorfer zur Libro Entertainment GmbH., für die er das Label Intonation Recordings aufbaute. Auf Intonation Recordings erschienen unter anderem die Alben 20 Jahre U4, Falco, a Cybershow, die FM4 Soundselection Volume 5–7 und Künstleralben von Fred Everything, Total Chaos, Drahdiwaberl (Torte statt Worte), Superherorockstar oder Megablast.
Im Jahr 2003 wechselte Spritzendorfer in das Kulturreferat im Parlamentsklub der Grünen. Von 2004 bis 2007 war er Landesgeschäftsführer der Grünen Kärnten, von 2007 bis 2010 Klubdirektor der Grünen im niederösterreichischen Landtag. Von 2010 bis 2020 war Spritzendorfer stellvertretender Bezirksvorsteher der Josefstadt.
Seit 19. August 2023 ist Alexander Sritzendorfer neuer Vorsitzender der Waldviertler Schachvereine.

## Werke
- Karl Seitz. Bürgermeister des Roten Wien – Eine Biografie. Falter Verlag, Wien 2023, ISBN 978-3-85439-729-8.